# 斯諾鮑爾 (阿肯色州)
斯諾鮑爾（英語：Snowball）是位於美國阿肯色州瑟西縣的一個非建制地區。該地的面積和人口皆未知。

## 地理
斯諾鮑爾的座標為35°54′23″N 92°49′19″W / 35.90639°N 92.82194°W，而該地的平均海拔高度為233米（即764英尺）。